# 小田和正
小田 和正（おだ かずまさ、1947年〈昭和22年〉9月20日 - ）は、日本のシンガーソングライター。元オフコースのリーダーでボーカリスト。株式会社ファー・イースト・クラブ（FAR EAST CLUB INC.）代表取締役社長。

## 来歴

### 生い立ち
横浜市金沢区出身。金沢文庫すずらん通り商店街にある小田薬局で次男として生まれ育ち、兄が一人居る。兄の小田兵馬（1946年3月27日生まれ、栄光学園中学校・高等学校→東京薬科大学薬学部）は家業を継ぎ薬剤師となり小田薬局の店長を務める傍ら、日本チェーンドラッグストア協会、横浜市金沢区薬剤師会などの要職を歴任している。幼少時代は横須賀中央のバイオリン教室に通っていた。実父は、東京都本郷の出身で、すずらん通り商店街の基礎を築き藍綬褒章を受章している。
身長172 cm、血液型A型。趣味はゴルフ、水彩画。古今亭志ん生のファンである。
関東学院六浦小学校、横浜市立八景小学校を経て、1960年、聖光学院中学校・高等学校に進学。小学3年生のとき中学受験のため通っていた進学塾への通学途中、京浜急行の車中で鈴木康博と運命の出会いを果たす。鈴木と小田はともに第1志望だった栄光学園中学の受験に失敗し、進んだ中高一貫校である聖光学院では中学・高校を通じて同級生だった。高校3年時、学園祭（「聖光祭」）にて小田、鈴木、地主道夫、須藤尊史の4人で演奏を披露した。オフコースとしてレコード・デビュー後も（5人構成となる前までは）小田と鈴木が母校を訪れ、聖光祭にて演奏を毎年披露していた（聖光学院には1,000名以上の観客を収容可能な大ホール（＝ラ・ムネホール）がある）。これは、学園祭実行委員の後輩達より毎年のように出演依頼を受け、小田と鈴木が快諾したことにより実現したものであった。なお、1999年、聖光学院創立40周年記念行事にて、小田、地主、須藤の3人が再び集結、当時の演奏ナンバーを披露した。また、新校舎完成時にもホールで演奏を披露するコンサートに出演した。

### オフコース
聖光学院高校を卒業後、須藤は横浜市立大学、小田は地主とともに東北大学に進学し、建築学を専攻。同期には藤森照信がいる。聖光学院在学時に授業で建築模型を製作して以来建築に興味を抱いていた。また、千葉大学医学部を受験しようとも思ったが、大学見学の際に消毒臭・カーテンの汚さに嫌気がさし、東北大学を選んだという。鈴木は東京工業大学に進学し、離ればなれとなったが、仙台と横浜をお互いに頻繁に行き来し、音楽活動も続けていた。後にグループは「ジ・オフ・コース」（後にオフコースと改名）と名付けられた。1969年、アマチュア音楽活動にけじめをつけるために「ヤマハ・ライト・ミュージック・コンテスト」に東北地区より出場。東京でなく東北から出場したのは東京ではレベルが高く、東北のほうが勝ち抜きやすそうだからと考えたためだが、実際に出場してみると東北地区も大変レベルが高かったという。それでも東北地区を1位で通過、全国大会に進出した。全国大会は赤い鳥、フォー・シンガーズ（財津和夫のいたグループ）ら強敵がいたが、小田曰く「寝ててもできるくらい」猛練習を重ね、自信をもって臨んだにもかかわらず、1位は赤い鳥、オフコースは2位だった。小田らは優勝して音楽活動にけじめをつけるつもりだったが、2位になったことで「このまま終われない」とプロの道を歩むことを決める。
しかし、鈴木は音楽一本に決めたが、地主は小田と鈴木の音楽性についていけず、建築家に進路を定めた。1971年、早稲田大学大学院理工学研究科に進学。建築の研究を続ける一方で鈴木との音楽活動も続けていた。その後徐々に気持ちは音楽に傾き、1976年の修士課程修了時には完全に音楽の道を選択することを決めていた。修士論文のタイトルは「建築との訣別」（ただし、審査の担当教授の安東勝男に「私的建築論」と題名を変更させられている）。
オフコースは数度のメンバー変遷を経て1972年より小田、鈴木の2人構成、後に清水仁、大間ジロー、松尾一彦を加えた5人構成となる。数年間は売れない時代が続いたが、やがて、1970年代から1980年代にかけて次々とヒット曲を生み出し、時代を代表する人気グループとなった。オフコースが発表したシングルのA面のほとんどは小田の曲であり、そのシンプルで、ストレートに愛を歌う歌詞とハイトーンの澄んだボーカルはオフコースの大きな特色であった。オフコース時代のヒット曲には「さよなら」「Yes-No」「君が、嘘を、ついた」などがある。1982年にはオフコースのオリジナルメンバーである鈴木康博の脱退に伴い一度は解散も考えたが、約1年の活動休止を経て4人で活動再開、1989年まで活動した。オフコース時代の活動の詳細はオフコースの項参照。

### ソロ以降
1986年に初めてのソロシングル「1985」、初のソロアルバム『K.ODA』を発表。オフコース時代からソロ活動を始めてはいたが、1989年のオフコース解散以後にソロ活動を本格化。
1991年、フジテレビ月9ドラマ『東京ラブストーリー』の主題歌として制作した楽曲「ラブ・ストーリーは突然に」が、オリコンシングルチャートで第1位を獲得し、258.8万枚の売上を記録。また自身初のミリオンセラーとなった。
その後は、ヒットメーカーとしての地位を確立し、楽曲はドラマ・CMなどに積極的に採用され、「たしかなこと」、「伝えたいことがあるんだ」、「キラキラ」、「まっ白」などのヒット曲を生み出している。また、オフコース時代を含む過去の楽曲を集め、新アレンジで再録音したセルフカヴァー・アルバム『LOOKING BACK』シリーズや『自己ベスト』は、幅広い年代に支持される大ヒットとなった。
1998年7月22日夜、愛車セルシオを自身で運転して事務所・関係者らとの恒例行事「DEATH MATCH」（ゴルフコンペ）開催のゴルフ場へ向かっていた際、栃木県都賀町の東北自動車道下り線を走行時に自損事故を起こし、全治4週間の重傷を負う。当時、現場付近は雨が降っており、80キロの速度規制のところを、約20キロオーバーの100キロ前後で走行中、スリップしてコントロールを失い、ガードロープに接触した。その衝撃で後部座席に飛ばされ、後部座席で横たわった形で救出される。同乗者は無し。幸いにも、後続車による追突や横転、反対車線への飛び出しなどがなかったため、一命を取りとめる。約2週間の入院後、奇跡的な回復を見せ、同年9月12日、福岡県にある「海の中道」で行われたスターダスト・レビューとのジョイントコンサートで、完治していない体だったが歌手活動に復帰した。
2005年にはオリジナルアルバム『そうかな』、2007年にはシングル「こころ」で、それぞれオリコンチャート週間1位を獲得。とかく過去の楽曲が注目・起用されがちな日本の同世代アーティストの中で、新曲で音楽シーンに存在感を示すことができる貴重な存在となっている。

CMとのタイアップや、他のアーティストへの楽曲提供や、コラボレーションも行うようになった。また、初めて持ったテレビのレギュラー番組は大変な反響を呼んだ。
また、音楽以外の分野では映画やドキュメンタリーの制作なども行った。
明治村が好きで、何度も足を運んでいる（特にフランク・ロイド・ライトが設計した帝国ホテル中央玄関のミニチュアがお気に入り）。それが縁となり、明治村を経営する名古屋鉄道の企業CMで小田の曲が使われている。
2007年、東北大学が創立100周年記念事業の一環として開催した「東北大学100周年記念式典」において、「東北大学100周年記念文化貢献賞」を芸術・文化部門において受賞する。さらに、聖光学院が開催した「聖光学院中学校・高等学校創立50周年祭」において、招待公演を横浜国際平和会議場（パシフィコ横浜）で行った。
2008年11月、地元に近い京急本線金沢文庫駅の接近メロディに「my home town」が採用された。
2009年3月「ツアー2008 今日もどこかで」で文化庁第59回芸術選奨文部科学大臣賞受賞。同年7月、知人の招きを受け、岩手県大船渡市民文化会館・リアスホールの落成記念公演を行った。
2010年10月20日発売の松尾一彦のミニ・アルバム『せつなくて』にピアノ&ピアノ・アレンジで参加。オフコース解散後、初の元メンバーとのコラボレーションとなる。
2011年から2012年にかけて、ソロ歌手として史上最年長となる自身初の5大ドーム公演を含む31会場全59公演の全国ツアー「どーもどーも その日が来るまで」を開催。約74万人を動員し、自己記録を超え、国内ソロアーティスト歴代最多動員数記録を更新。
2016年4月20日発売のベストアルバム『あの日 あの時』はオリコンで週間1位となり、「アルバム首位獲得最年長アーティスト（68歳7ヶ月）」として、矢沢永吉の記録（63歳8ヶ月）を更新。
2017年11月23日、NHK-FM「今日は一日“小田和正”三昧」でメッセージの形でだが鈴木康博と35年ぶりに共演した。
2022年6月3日、 福島県のビッグパレットふくしまで、3年ぶりとなる全国アリーナツアー『Kazumasa Oda Tour 2022 「こんど、君と」』をスタート。74歳8ヶ月でのアリーナツアー開催は、国内アーティスト史上最年長記録。なお、ツアー中、小田和正が新型コロナウィルスに感染したことから、 8月3日、4日の東京公演（代々木第1体育館）および8月13日、14日の沖縄アリーナ公演は、中止になった。その後、8月21日に香川県内で行われた野外ロックフェスティバル「MONSTER baSH 2022」で復帰した。

#### 映画制作
中学生時代に見た映画『ティファニーで朝食を』の主題歌「ムーン・リバー」に感動して初めてレコードを買い、「将来こんな素敵な仕事ができたら」と思っていた。
オフコース在籍時から、ステージで曲の演奏中にイメージフィルムを流したり、当時まだ珍しかったビデオクリップを制作するなど、音楽と映像の融合を積極的に行っていた。
1992年、第1回監督作品となる映画『いつか どこかで』が全国公開されたが、評判は芳しくなく、興行成績も成功とはいえなかった。
1997年、監督第2作目となる映画『緑の街』を制作、「歌手である主人公が映画を制作する」というストーリーが、1作目での制作体験を基に描かれた。この時は映画会社配給ではなく、ホールに機材を持ち込んで全国各地を廻る「シネマ・ツアー」という方式で上映された。

#### プロデュース / コラボレーション
ソロになった1989年以降、他のアーティストとの交流が急速に活発化。
ソングライターとして鈴木雅之、中村雅俊、島倉千代子や松たか子らの楽曲を全面的にプロデュースする他、ASKAや佐藤竹善、スキマスイッチらとコラボレーションする。
また、チャリティのためのUSED TO BE A CHILD主催、泉谷しげるらとのチャリティライブ、スターダストレビュー、CHAGE and ASKAらとのジョイントライブや音楽イベントに積極的に参加するようになった。
小田自身のソロライブでも、コーラスに安部恭弘、佐藤竹善、山本潤子、加藤いづみらを起用している。
2021年4月、福島県立喜多方高等学校が喜多方東高等学校と統合し、単位制高校に改編した新たな喜多方高等学校の校歌の作曲を担当。

## コンサート

### 野外コンサート
| 年              | 形態           | タイトル                                     | 公演規模 | 公演日程                   | 会場                                       | ゲスト                                          | 協賛                    |
| --------------- | -------------- | -------------------------------------------- | -------- | -------------------------- | ------------------------------------------ | ----------------------------------------------- | ----------------------- |
| 1992年          | スタジアム     | MY HOME TOWN KAZUMASA ODA/FAR EAST CLUB BAND | 全3公演  | 8月25日、8月29日 - 8月30日 | 阪急西宮スタジアム 横浜スタジアム          | 鈴木雅之（8月29日） 徳永英明、富樫要（8月30日） | 第一生命 三菱自動車     |
| 2000年 - 2001年 | カウントダウン | ちょっと寒いけどみんなでSAME MOON!           | 全1公演  | 12月31日 - 1月1日          | 横浜・八景島シーパラダイス・マリーナヤード | 山本潤子 鈴木雅之 佐橋佳幸                      | 明治生命 日本中央競馬会 |

### ジョイント
- FM仙台 20th Anniversary / 仙台放送 40th Anniversary - Super Collaboration 「FROM S」。その他の出演者：稲垣潤一、清貴、坂本サトル、HOUND DOG、中川晃教（2002年8月31日、スポーツランドSUGO）。
- サウンドコニファー229〜青春の影〜 CHAGE and ASKAと共演。財津和夫がゲスト出演（2003年8月9日、富士急ハイランド・コニファーフォレスト）
- LIVE Kiroro Kobukuro LIVE in EXPO'70にゲスト出演。Kiroro、コブクロ、佐藤竹善、夏川りみらと共演（2004年8月12日、大阪・万博記念公園もみじ川芝生広場）
- Golden Circleにゲスト出演。寺岡呼人、スキマスイッチ、亀田誠治、ミドリカワ書房と共演（2005年11月20日、品川ステラボール）
- J-WAVE LIVE 2000＋6での平井堅のコーナーに飛び入り出演。「瞳をとじて」と「たしかなこと」をセッション（2006年8月19日、国立代々木競技場第一体育館）。
- スターダストレビュー結成25周年記念ライブ『25年に一度の大感謝祭　6時間ライブ　おやつ付き』にゲスト出演。オダレビ（小田とスタレビのジョイントユニット）としてそれぞれの代表曲を演奏したほか、このイベントのために即興で作った「思い出はうたになった」[注釈 191]（未発表曲）を根本要とデュエット（2007年5月19日、さいたまスーパーアリーナ）
- 東北大学創立100周年記念祝賀会（野外）の坂本サトルのコンサートに飛び入り出演（2007年8月26日、東北大学片平キャンパス・屋外特設ステージ）
- 京都音楽博覧会にてくるりと共演（2007年9月23日、2008年9月6日、京都梅小路公園）
- INGNI Presents 『Your Songs Our Songs』にゲスト出演。CHARA、奥田民生、トータス松本、矢井田瞳、スガシカオ、Salyuと共演（2007年11月4日、大阪城ホール）
- 情熱大陸スペシャルライブ〜サマータイムボナンザにゲスト出演。葉加瀬太郎、佐藤竹善と共演。その他の出演者は藤井フミヤ、押尾コータロー、森山直太朗、河村隆一、西村由紀江、古澤巌（2008年8月9日、江東区夢の島陸上競技場）
- J-WAVE LIVE 2000＋8でのくるりのコーナーに飛び入り出演し、「ばらの花」をセッション（2008年8月17日、国立代々木競技場第一体育館）。
- めざましテレビ15周年記念特別企画ファイナル『元気のミナとも』グランドフィナーレにゲスト出演し、出演者、観客とともに『今日も どこかで』を歌う。このときの共演者は大塚範一、高島彩、中野美奈子、松尾翠、遠藤玲子、生野陽子、加藤綾子、中村光宏、皆藤愛子、JUJU[注釈 192]（2009年2月15日、東京ビッグサイト西4ホール）
- コスモアースコンシャスアクト・アースデー・コンサートにゲスト出演し、絢香と共演（2009年4月22日、日本武道館）
- FM802 STILL20 SPECIAL LIVE RADIO MAGICに出演し、松たか子、佐藤竹善、一青窈らと共演（2009年5月31日、大阪城ホール）
- 情熱大陸スペシャルライブ〜サマータイムボナンザにゲスト出演。葉加瀬太郎、森山直太朗と共演。その他の出演者は藤井フミヤ、押尾コータロー、クリスタル・ケイ、柴田淳、一青窈、CHEMISTRY、SALT&SUGAR（佐藤竹善&塩谷哲）、秦基博（2009年8月1日、万博記念公園もみじ川広場）
- 『サマーピクニック・フォーエバーinつま恋』にゲスト出演。南こうせつ、伊勢正三、イルカ、森山良子、尾崎亜美、坂崎幸之助、山本潤子、松山千春らと共演。サプライズゲストとして加藤和彦が出演（2009年9月20日、ヤマハリゾートつま恋特設会場[注釈 193]）
- MONGOL800 ga FESTIVAL 『What a Wonderful World!! 09』にゲスト出演。MONGOL800と共演。その他の出演者は古謝美佐子（元ネーネーズ）、サンボマスター、ジッタリン・ジン、JUJU、DOBERMAN、Dragon Ash、MAJESTICS、マキシマムザホルモン、山嵐、与世山澄子&仲本正国グループ、RIP SLYME、RYUKYUDISKO（以上、五十音順。2009年10月3日、沖縄県読谷村ヨミタンリゾート特設会場）
- THE BOOM Special Live Tour2010 “BOOMANIAにゲスト出演。THE BOOMと共演（2010年5月29日、静岡県浜名湖ガーデンパーク屋外ステージ）。
- なごや・きよす夢まつり「夢花火音楽祭　音市音座」にゲスト出演。その他の出演者はKAN、杉山清貴、STARDUST REVUE、平松愛理、渡辺美里（以上、五十音順。2010年10月16日、愛知県清須市西枇杷島町南六軒付近 特設ステージ（みずとぴぁ庄内前）
- OTODAMA FOREST STUDIO 2010にゲスト出演。その他の出演はキマグレン、THE BOOM、スターダスト・レビュー、Chara with laidbook（2010年10月17日、神奈川県・湘南国際村めぐりの森）
- めざましLIVE ISLAND TOUR 2013 FINALに出演[注釈 194]。アンコールではmiwa、JUJU、Flumpool（以上、出演順）とともに「今日も どこかで」を演奏した（2013年10月27日、日本武道館）
- 『イルカ45周年 ニッポン放送イルカのミュージックハーモニー25周年記念 青春のなごり雪コンサート』にゲスト出演。イルカ、伊勢正三、太田裕美、松山千春、南こうせつと共演。その他の出演者は小椋佳。案内役としてフリーアナウンサーくり万太郎（2017年1月15日、東京国際フォーラム・ホールA[注釈 195]）

### チャリティコンサート
- 奥尻、島原深江地区救済チャリティコンサート「日本をすくえ'94」（1994年8月16日日本武道館）に出演
- アフガニスタン復興支援のためのチャリティーコンサート『KAZUMASA ODA TOUR 2003「Kira Kira」』（2003年5月4日　早稲田大学戸山キャンパス内記念講堂）

## テレビメディアへの見方
オフコース時代よりテレビというメディアには不信感を抱いており、めったに出演しないことで有名であったが、ソロ活動を始めて以降、ネスカフェのCM出演を皮切りに、自身の露出にも関心を持つ。しかしいわゆる普通の音楽番組にはほとんど出演しないことからも分かるように、制作段階から自身の構想や意見を反映できることを条件にしている。
2001年にはTBSからの熱心なオファーを受けて『クリスマスの約束』を企画、出演した。その成功により番組は毎年制作され、ファン層の広がりやCDの売り上げなど、テレビ出演が自身の音楽活動に強く影響することを実感したと思われる。2004年には『クリスマスの約束』の発展形である『風のようにうたが流れていた』を、3か月間毎週放送の自身初TVレギュラー番組として制作。制作に当たっては、時間的制約の中で選曲や練習、観衆の中での本番と、大変な奮闘だったが、ここでもまた達成感と共に意識変化があったと語り、「やるかやらないか」の選択時「やらなければ"ゼロ"、やれば"何か"が残る」と、積極的なコメントが聞かれるようになった。2005年には17年ぶりに企業CM出演の依頼も引き受けた。
2005年末に一部で、NHK紅白歌合戦への出演依頼を受けているとの噂が流れたものの、結局出演することはなかった。小田自身はその年のコンサート（2005年ツアー、日本武道館）で、同年の紅白歌合戦に選出されたスキマスイッチをゲストに迎えた際、この番組に対し「自分にとって紅白に出ることは偏見がある」と語っていた。

## 出演

### ドキュメンタリー
- キャディ 青木功/小田和正 〜怒られて、励まされて、54ホール（1994年5月5日、テレビ東京） - プロゴルファー青木功のキャディを務めた時のドキュメンタリー。
- 日本をすくえ（1994年9月14日、テレビ朝日） - チャリティライブ制作のドキュメンタリー。
- 密着ドキュメント 小田和正 〜毎日が“アンコール”〜（2019年2月2日、NHK BSプレミアム） - 2018年に行われた全国ツアーのドキュメンタリー。
- こんどこそ、君と!!〜小田和正 ライブ&ドキュメント2022 - 2023（2023年12月1日、BSプレミアム4K）（2024年2月17日、NHK BS）（短縮版:2月29日、NHK総合） - 現役アーティストが行う全国アリーナツアーとしては“史上最年長”といわれる75歳の小田和正に密着し、その孤軍奮闘する姿にスポットを当てた特集番組[23][24]。

### 特別番組
- 追いかけて、追い続けて〜小田和正の世界（1992年1月24日、NHKBS2） - ファンを公言する小宮悦子によるロングインタビューがメイン。その他、映画「いつか どこかで」監督風景や、Far East Club Band リハーサル・ライブの映像（インタビュー以外は、後述の「音楽達人倶楽部」で放送されたものとほぼ同じ）。
- 音楽達人倶楽部「小田和正」（1992年2月6日、NHK総合） - 映画「いつかどこかで」監督風景やFar East Club Band リハーサル・ライブ映像。
- クリスマスの約束（TBS） - 2001年より毎年12月25日（クリスマス）前後に放送。
- 佐野元春のザ・ソングライターズ - （2009年7月4日・11日、NHK教育）
- 情熱大陸700回記念特別企画『井上真央が撮る小田和正』（2012年6月10日、6月17日、MBS）
- KAZUMASA ODA TOUR"どーもどーも その日が来るまで"（2012年6月24日、WOWOWライブ） - 2011年から2012年にかけて行われた全国ツアーから2011年9月28日、29日の東京ドーム公演の模様を放送。
- 100年インタビュー「時は待ってくれない〜小田和正」（2017年3月20日、NHK BSプレミアム） - 聞き手はオフコース時代からの大ファンである阿部渉アナウンサー。同年3月15日の『NHKニュース おはよう日本』（NHK総合）でも10分間のダイジェスト版を放送。同年6月11日に60分の短縮版（同年8月10日未明（同年8月9日深夜）にもNHK総合で放送）、同年8月13日に未公開シーンとライブ映像、オフコース時代に出演した『若い広場』のダイジェストを織り込んだ3時間の完全版を放送。
- 小田和正音楽特番『風のようにうたが流れていた』（2019年3月30日、TBS） - 2001年から2017年までクリスマスの時期に放送されていた小田出演の『クリスマスの約束』の制作チームが手がけた特別番組。小田の母校である神奈川県横浜市の聖光学院中学校・高等学校で収録。
- 小田和正 Tour 2018〜2019 ENCORE!! ENCORE!!（2019年10月19日、NHK BSプレミアム） - 全国24か所64公演、およそ55万人を動員した最新の全国ツアーの中から追加公演の模様を放送。さらにライブではおなじみとなっている名物企画「御当地紀行」を、阿部渉アナウンサーと一緒にめぐり、ライブにかける思いや心境が語られた。

### CM
- ネスカフェ ゴールドブレンド
  - goodtimes & badtimes（1988年）、Little Tokyo（1989年）
- 第一生命
  - 君にMerry Xmas（1989年 クリスマス2日間限定）、Oh! Yeah!（1991年）、my home town（1992年）
- アルバム『Oh! Yeah!』（1991年）
  - Oh! Yeah!
- アルバム『自己ベスト』（2002年）
- アルバム『そうかな』（2005年）
- トヨタアリオン（2005年）
  - Re
- シングル「こころ」（2007年）
- アルバム『自己ベスト-2』（2007年）
- 明治プロビオヨーグルトLG21[注釈 199]「希望の歌声」編（2009年）
  - 今日も どこかで

## タイアップ（CM）
- 第一生命
  - 野球編・ラグビー編 - 哀しみを、そのまま（1986年）※野球編は小田、ラグビー編は市川崑がそれぞれ演出。
  - 卒業編 - 僕の贈りもの（1988年）
  - Oh!Yeah編・仲直り編・床屋編 - 恋は大騒ぎ（1990年）[25]※仲直り編は小田の企画、演出。床屋編では自身も出演。
  - いつか　どこかで（1991年）※映画『いつか　どこかで』の撮影風景を使用
- 三菱自動車工業 ミラージュ
  - 春風に乱れて (1990年)、風と君を待つだけ（1991年)、だからブルーにならないで（1993年）
- シャープ 液晶ビューカム
  - 風の坂道（1993年）
- 味の素 ほんだし
  - またたく星に願いを（1993年）
- 日産自動車 エルグランド
  - 風のように（1997年）、こんな日だったね（1999年）
- JRA ブランドCM
  - woh woh（2000年・2011年）、19の頃（2000年・2012年）、風の街（2001年）、彼方（2013年）
- 明治生命 / 明治安田生命
  - 言葉にできない（2000年 - 2003年 ※一時期、小田のライブ映像を使用）、たしかなこと（2004年）、オリジナル曲（2010年）、愛になる（2014年）、風を待って（2020年7月 - ）、すべて去りがたき日々（2024年9月 - ）
- ハウス食品 北海道シチュー
  - 大好きな君に（2003年）、
- 日本コカ・コーラ 緑茶「一（はじめ）」
  - オリジナル曲（2006年3月 - 6月）
- 名古屋鉄道
  - 大好きな君に（2006年）、風の坂道（2008年）、緑の街（2011年）、Re（2013年）、この街（2014年- ）、キラキラ（2018年 - ）
- マックスファクター
  - 若葉のひと（2009年3月）
- ソニーBRAVIA 4K
  - 今のこと（2013年6月）
- SUBARU
  - wonderful life（2015年5月 - ）
- NTT東日本
  - オリジナル曲（2017年3月- ）
- JAL×コカ・コーラ2020「Airport」篇
  - 会いに行く（2020年12月 - ）

## 関連書籍
- Time can't wait（小田和正 著、1990年初版、朝日新聞社）
- キャディ（小田和正 著、1994年初版、スタジオシップ）
- YES-NO小田和正ヒストリー（小貫信昭 著、1998年初版、角川書店）
- たしかなこと（インタビュアー/著 小貫信昭、2005年初版、ソニー・マガジンズ）
- 小田和正歌詞集　風うた〜恋〜（小田和正 著、2006年初版、主婦と生活社）
- 小田和正全詞集　大切なことば（小田和正 著、2007年初版、ジービー）
- 小田和正という生き方（陥合真司 著、2009年初版、青弓社）
- 小田和正ドキュメント1998-2011（小貫信昭 著、2011年初版、幻冬舎）
- ダイジョウブ（小田和正 著、2011年初版、講談社）
- 空と風と時と 小田和正の世界（追分日出子 著、2023年11月、文藝春秋） ISBN 978-4163917818

## 記録
- 1985年 シングル「今だから」（松任谷由実・小田和正・財津和夫共作） - 「オリコン シングルチャート1位」獲得は、小田の音楽キャリア史上初。
- 1991年 シングル 「Oh! Yeah!/ラブ・ストーリーは突然に」 - 「オリコン シングルチャート週間1位」「年間シングルチャート1位」ソロで初の1位獲得、270万枚を売り上げ、ソロでの44歳3か月最年長記録によるダブルミリオンを獲得し、当時のシングルCD・レコード売上枚数記録史上、過去最高記録、達成。
- 2001年 アルバム 『LOOKING BACK 2』 - ソロでの「オリコン アルバムチャート週間1位獲得 最年長記録」 53歳8か月（それまでの同記録は井上陽水『GOLDEN BEST』1999年7月 51歳0か月）
- 2002年 アルバム 『自己ベスト』 - ソロでの「オリコン アルバムチャート週間1位獲得 最年長記録」 54歳8か月（自己記録更新、それまでの同記録は53歳8か月）
- 2004年『自己ベスト』 - 「オリコン集計上でのアルバム売上200万枚突破 最年長記録」57歳3か月（それまでの同記録は松任谷由実『Neue Musik』1998年11月 44歳10か月）、「オリコン集計上での男性ソロアーティスト アルバム200万枚突破 史上2人目達成」（同年12月、初記録は河村隆一『Love』1997年12月）
- 2005年6月 アルバム 『そうかな』 - ソロでの「オリコン アルバムチャート週間1位獲得 最年長記録」 57歳9か月（自己記録更新、それまでの同記録は54歳8か月）
- 2007年8月 シングル 「こころ」 - ソロでの「オリコン シングルチャート週間1位獲得 最年長記録」59歳11か月（それまでの同記録は石原裕次郎「北の旅人」1987年8月 52歳7か月）
- 2007[12月 アルバム 『自己ベスト-2』 - ソロでの「オリコン アルバムチャート週間1位獲得 最年長記録」60歳3か月（自己記録更新、それまでの同記録は57歳9か月）、60代でのオリコン1位獲得・30代から60代すべての年代でオリコンアルバムチャート1位獲得ともに史上初。
- 2010年4月 アルバム 『自己ベスト|』 - 「オリコン アルバムランキングで通算400週目のランクイン（トップ300）」オリコンアルバムチャート史上初
- 2010年11月 アルバム 『自己ベスト』 - 「オリコン集計上でのアルバム出荷枚数300万枚突破 最年長記録」63歳2か月[8]
- 2011年4月 アルバム 『どーも』
  - ソログループ含めての「オリコン アルバムチャート週間1位最年長記録」・「ソロ（シングルアルバム含めた）での1位獲得最年長記録」・「日本人でのアルバムチャート10位以内最年長記録」63歳7か月（アルバムチャート首位達成はソロでは自己記録を更新、それまでの同記録は60歳3か月。グループを含めても、それまでのアルバムチャート1位獲得最年長記録はザ・ビートルズのメンバーのリンゴ・スター『ザ・ビートルズ1』（2000年11月27日付 60歳4か月）。それまでのソロシングルアルバムを含めて1位獲得最年長記録は秋元順子の61歳7か月（2009年1月26日付でシングル『愛のままで…』）。それまでのアルバムチャート10位以内の日本人最年長記録は吉田拓郎の63歳0か月での6位獲得（2009年4月27日付『午前中に…』））。
  - 「デビューからの1位獲得最新達成の最長記録」 41年0か月 （それまでのデビューから1位獲得最新達成最長記録はマイケル・ジャクソン『マイケル・ジャクソン THIS IS IT』（2009年11月9日付） デビューから最新1位獲得40年0か月）
- 2011年5月　アルバム 『どーも』 - 「オリコンアルバムチャート週間8位で獲得　10位以内獲得日本人最年長記録」63歳8か月（自己記録更新、それまでの同記録は63歳7か月）
- 2013年5月 アルバム 『自己ベスト』 - 「オリコン アルバムランキングで通算500週目のランクイン（トップ300）」オリコンアルバムチャート史上初
- 2014年7月 アルバム 『小田日和』 - 「オリコンアルバムチャート週間3位で獲得 10位以内獲得日本人ソロ最年長記録」 66歳10か月（それまでのアルバムチャート10位以内の日本人ソロ最年長記録は髙橋真梨子の64歳4か月での4位獲得（2013年6月24日付『髙橋40年』））。
- 2016年4月　アルバム 『あの日あの時』 - ソロでの「オリコンアルバムチャート週間1位獲得 最年長記録」68歳7か月（それまでの同記録は矢沢永吉の63歳8か月（2013年5月27日付『ALL TIME BEST ALBUM』））。
- 2016年5月　アルバム 『あの日あの時』 - 返り咲きでの「オリコンアルバムチャート週間1位獲得 最年長記録」・ソロでの「オリコンアルバムチャート週間1位獲得 最年長記録」68歳8か月（それまでの返り咲きでのオリコンアルバムチャート1位獲得最年長は山下達郎の59歳8か月（2012年10月22日付『OPUS 〜ALL TIME BEST 1975-2012〜』）。それまでのソロでのオリコンアルバムチャート1位獲得最年長は（自己記録更新、それまでの同記録は68歳7か月））。
- 2016年6月　アルバム 『あの日あの時』 - 「2016年度上半期2位獲得 上半期10位以内獲得最年長記録」 68歳9か月（それまでの同記録は由紀さおりの63歳7か月での2012年度上半期10位獲得（『1969』））
- 2016年12月　アルバム 『あの日あの時』 - 「2016年度年間4位獲得 年間10位以内獲得最年長記録」 69歳3か月（それまでの同記録は山下達郎の59歳10か月での2012年度年間10位獲得（『OPUS 〜ALL TIME BEST 1975-2012〜』））

## ファンクラブ
オフィシャル・ファンクラブはないが、スタッフがパーティーやミーティングなどに活用しているプライベートスペースとして“Far East Café”が運営されている。通常は一般開放されていて営業時間内は飲み物のほか、オリジナル・グッズ（全商品限定生産）も取り扱っている。
また、Far East Caféではインフォメーションプレス『FAR EAST CAFÉ PRESS』がPRESS入会者に毎月25日に発行され、最新情報や活動内容の詳細やインタビュー、スタッフが連載する小田の日常、Far East Caféでの出来事やオリジナル・グッズの紹介が掲載されている。
そのほか1994年からは、小田の一年間の活動を編集した映像集『LIFE-SIZE』がPRESS会員限定で発売されている。

## 受賞歴
1997年
- 第14回ザテレビジョンドラマアカデミー賞 主題歌賞（『伝えたいことがあるんだ』）（ドラマ『最後の恋』主題歌）

2009年
- 第59回芸術選奨文部科学大臣賞